# Vườn quốc gia Cévennes
Vườn quốc gia Cévennes (Chế Viên, tiếng Pháp: Parc national des Cévennes) là một vườn quốc gia nằm ở miền nam nước Pháp, trong khu vực miền núi của Cévennes.
Được thành lập vào năm 1970, vườn quốc gia thuộc đơn vị hành chính của Florac. Nó nằm chủ yếu ở tỉnh Lozère và Gard, và bao gồm một số bộ phận của Ardèche và Aveyron. Các hang động Aven Armand cũng nằm trong vườn quốc gia. Trong năm 2011, vườn quốc gia là một phần của Cảnh quan văn hóa nông nghiệp Địa Trung Hải-Causses và Cevennes, được UNESCO công nhận là Di sản thế giới.

## Địa lý
Vườn quốc gia bao gồm một số vùng núi và cao nguyên: Núi Lozère, Núi Aigoual, Causse Méjean. Trong đó, Lozère là đỉnh cao nhất trong khu vực với chiều cao 1.699 mét.

## Lịch sử
Vườn quốc gia Cevennes có sự phong phú về lịch sử, với một bản sắc văn hóa mạnh mẽ, là trung tâm của cuộc nổi dậy Camisard. Nhiều dấu tích của cuộc chiến tranh Camisard vẫn còn được thấy ở các thị trấn và lạng mạc tại Cevennes và vườn quốc gia Cevennes.

## Điểm ưa thích
- Arboretum de Cazebonne
- Aven Armand